# Walnut (Kansas)
Walnut es una ciudad ubicada en el condado de Crawford el estado estadounidense de Kansas. En el año 2010 tenía una población de 220 habitantes y una densidad poblacional de 84,62 personas por km².

## Geografía
Walnut se encuentra ubicada en las coordenadas 37°36′01″N 95°04′33″O / 37.600359, -95.075867 (37.600359, -95.075867).

## Demografía
Según la Oficina del Censo en 2000 los ingresos medios por hogar en la localidad eran de $24,000 y los ingresos medios por familia eran $37,083. Los hombres tenían unos ingresos medios de $21,250 frente a los $23,750 para las mujeres. La renta per cápita para la localidad era de $12,920. Alrededor del 10.6% de la población estaban por debajo del umbral de pobreza.